# Coreura euchromioides
Coreura euchromioides là một loài bướm đêm thuộc phân họ Arctiinae, họ Erebidae.